# Rimicola dimorpha
Rimicola dimorpha är en fiskart som beskrevs av Briggs, 1955. Rimicola dimorpha ingår i släktet Rimicola och familjen dubbelsugarfiskar. Inga underarter finns listade i Catalogue of Life.